# 碳捕集与封存
碳捕集與封存（英語：Carbon capture and storage， 簡稱CCS）指的是種過程 - 把工業產生（例如由燃燒化石燃料或是生物質所產生者）相對純淨的二氧化碳（CO2）分離後加以處理，再運輸到某些地點長期封存。（p. 2221）通常這類二氧化碳是從大型點源（例如化學工廠或生物質工廠）內所捕獲，經處理後再儲存在深層地質結構（geological formation）中。如此做的目的是減少溫室氣體排放進入大氣，以緩解氣候變化。
直接從工業來源（例如水泥窯）捕集二氧化碳的技術有多種，包括吸附、化學循環（參見化學循環燃燒）、薄膜氣體分離或氣體水合。截至2022年，全球二氧化碳排放量中約有千分之一經CCS技術捕集，大多數項目是在天然氣處理廠內運作。（p. 32）目前這種碳捕集技術的成功率通常在50%至68%之間，但有些項目的成功率已超過95%。
反對者指出許多CCS項目未能實現其承諾的減排量。此外，反對者認為碳捕集與封存只是種幌子，把僅有邊際減排效果的技術作為可無限期使用化石燃料的藉口。

全球建議二氧化碳截存（所有不同深度灰色系列）相對於已經實現（所有不同深度藍色系列）的比較。天然氣處理廠的截存達成率超過75%，其他工業項目實成率約為60%，發電廠的約為10%。

碳捕集與利用（Carbon capture and utilization，簡稱CCU）和CCS有時被統稱為“碳捕獲、利用和截存”（carbon capture, utilization, and sequestration，簡稱CCUS）。因為CCS是種成本相對昂貴的工藝，其生產出來的東西往往又過於便宜，這使得在碳定價足夠高的地方（例如在歐洲大部分地區）進行碳捕集才具有經濟上的意義，或者是加以利用，讓廉價的二氧化碳能用於生產高價值的化學品，以抵消捕集作業所花費的成本。
二氧化碳可儲存在深層地質結構中，或是轉化為礦物碳酸鹽的形式後再儲存。有種熱裂解碳捕集和儲存（簡稱PyCCS，參見#Technology部分）工藝也在研究之中。深層地質結構目前被認為是最具前景的封存地點。美國國家能源技術實驗室（NETL）稱，按照目前的生產速度，在北美洲可供儲存二氧化碳的地點足以應付900多年的產量。而對這種儲存技術，普遍會產生的問題是這類在海底或是地下儲存的做法，其長期安全性難以預測，而且有不確定性，因為仍存在一些二氧化碳會洩漏的風險。儘管如此，最近發佈的報導及研究報告估計大量洩漏的風險相對不高，且基於緩解氣候變化的理由，CCS仍值得進行。

## 用語來源
所謂碳捕集與封存這一用語，也稱為二氧化碳捕集與封存（carbon dioxide capture and storage），後者是國際標準化組織（ISO）所推薦的用法，（參見ISO 27917）因為它更準確：目標是捕集二氧化碳，而非捕集碳。此用語的定義是："將相關工業和能源來源產生相對純淨的二氧化碳 (CO2) 流分離（捕集）、調整、壓縮，並運送到適當地點儲存，以長期與大氣隔離的過程。"（p. 2221）CCS的用語及概念與生物能源與碳捕獲和儲存（簡稱BECCS）、碳截存（Carbon sequestration）和二氧化碳移除（也稱為負排放）有關聯。
碳捕集與利用（CCUS）指的是捕集二氧化碳，處理後供進一步使用的過程。
CCS和CCUS兩種用語通常可互換使用。兩者之間的區別在於後者把所捕集的碳提出"利用"的概念 - 例如用於提高原油採收率（簡稱EOR）、具有製造液體燃料的潛力，或製造有用的消費產品（例如塑料）。

## 目的
這種技術用於捕集由發電廠、工廠、使用燃料的產業和大型集約式畜牧設施所排放的二氧化碳，以減少溫室氣體排放進入大氣。

### 在減緩氣候變化中的作用
採用CCS，是為把氣候變化的影響緩解。大規模實施CCS，在達成穩定氣候，緩解負面影響方面可發揮重要作用。 CCS的主要作用是拉長由使用化石燃料轉換為可持續能源的過程，而把轉型成本降低。對於在本世紀內要達到大氣中二氧化碳濃度為430-480百萬分比（ppm）/年的情景，僅實施默認技術的假設將會比採用CCS技術的成本高出29-297%。巴黎協定的目標是要實現比第一次工業革命之前的平均氣溫升高不超過2.0°C的目標。如果要及時實現此目標，必須利用CCS，而在2060年至2070年之前實現淨零排放（達到碳中和）的目標。 而在2060-2070年之後，需要實現負排放才能維持地球升溫不高於2.0°C的目標。在其間採用的方法很大程度上由所使用的氣候變化電腦模型和預期的能源消耗模式所決定。但人們普遍認為如果要緩解任何負面的氣候變化影響，就需利用CCS。
想把全球升溫控制在不超過第一次工業革命前平均溫度的1°C，現在看來是不可想像。因為截至2017年，全球氣溫已上升1°C。由於我們無法立即將溫度控制在不超過1°C的目標，下一個符合實際的目標就是1.5°C。將升溫保持在1.5°C以下的情況具有挑戰性，但並非不可能。
針對不超過2.0°C的目標，聯合國政府間氣候變化專門委員會（IPCC）已開發出共享社會經濟路徑（SSP），為代表性濃度路徑（RCP）模型的綜合工作添加社會經濟維度。所有SSP中所假設的情景都顯示不再依賴有增無減的化石燃料，即不包含CCS的過程。 
為在2100年之前實現升溫不超過1.5°C的目標，必須把以下假設列入考慮：排放量必須在2020年達到峰值，然後下降，因而有必要將二氧化碳淨排放量減少到零，在21世紀下半葉實現負排放。為實現這些假設目標，使用化石燃料的工廠必須採用CCS的做法。由於要達到升溫不超過1.5℃的目標，必須更嚴格實施減排，因此可採用生物能源與碳捕獲和儲存（BECCS）等技術，以及植樹造林等自然氣候解決方案來實現全球減排。對於把上限控制在1.5°C之內，BECCS有其必要。模型估計縱然有BECCS的幫助，大氣中仍有150至12,000吉噸（Gt，十億噸）的二氧化碳需要去除。

## 技術組合

### 捕集
直接在點源捕集二氧化碳（例如大型碳基能源設施、二氧化碳排放量大的行業（例如水泥生產、煉鋼）、天然氣處理、合成燃料工廠和由化石燃料生產氫氣工廠）最具成本效益。從空氣中捕集二氧化碳在技術上可行，但空氣中二氧化碳的濃度遠較燃燒所產生者為低，讓實施工程複雜，成本昂貴。目前碳捕集項目的淨封存效率可達到6%~56%。
二氧化碳流中的雜質（如硫和水分）可能對流程產生重大影響，並會對管道和儲槽造成腐蝕。在二氧化碳中有雜質的情況下，尤其是由空氣捕集時，一開始就需對煙道氣採取分離雜質的做法。
人們正在探索各種分離雜質的技術，包括氣相分離、液體吸收和固體吸附，以及混合工藝（例如吸附/薄膜系統）。進行這類捕集的方式有三種：燃燒後捕集、燃燒前捕集和富氧燃燒工藝：
- 所謂燃燒後捕集是在化石燃料燃燒之後才把二氧化碳移除 - 這是種適用於燃燒化石燃料來發電的方案。二氧化碳是從發電廠或其他點源的煙道氣中捕集。這技術已廣為人知，目前也用於其他工業，但規模小於商業用的規模。燃燒後捕集方式廣受研究，可針對目前使用化石燃料的發電廠進行改造，把CCS技術作為減排的一種選項。[34]
- 燃燒前捕集技術廣泛應用於化肥、化學、氣體燃料（H2（氫氣）、CH4（甲烷））和電力生產等領域。[35]在這些情況下，化石燃料先被部分氧化（例如透過氣化作用）。生成的合成氣（CO（一氧化碳）和H2）中的CO與添加的水蒸汽（H2O）反應並轉化為CO2（二氧化碳）和H2。由此產生的二氧化碳可從相對純淨的廢氣流中捕集。 H2可用作燃料，二氧化碳在燃燒前即被捕集。此法與燃燒後捕集法相比，有幾個優點和缺點。[36][37]而在燃燒後捕集、是在煙氣膨脹至大氣壓之前，即把二氧化碳移除。這類膨脹前的捕集（即從加壓氣體中捕集）是幾乎所有工業二氧化碳捕集工藝的標準，其規模與發電廠所採用的規模相同。[38][39]
- 富氧燃燒方式，[40]是把燃料置在在純氧而非一般空氣中燃燒。為將產生的火焰溫度限制在傳統燃燒常見的水平，冷卻的煙氣會被重新注入燃燒室循環燃燒。煙氣主要由二氧化碳和水蒸氣組成，水蒸氣經過冷卻會凝結。結果剩下的是幾乎純淨的二氧化碳流。採用富氧燃燒方式的發電廠工藝有時被稱為"零排放"循環，因為捕集的二氧化碳不是從煙道氣流中去除的部分（如燃燒前和燃燒後捕集的情況），而是煙道氣流本身（水已冷凝後的近純淨二氧化碳）。但不可避免，會有一定比例的二氧化碳進入冷凝水中。為保證"零排放"，必須對此類水進行適當處理或是處置。

#### 分離技術
提出的主要碳捕集技術有：
- 薄膜氣體分離
- 富氧燃燒
- 吸收（化學法）（英语：Absorption (chemistry)）
- 多相吸收（Multiphase absorption）
- 吸附
- 化學循環燃燒
- 鈣循環（英语：Calcium looping）
- 低溫法

其中吸收（化學法）（即加胺脫碳）是主要的捕集技術，是迄今唯一已達工業化應用的碳捕集技術。主要是用乙醇胺 (MEA) 溶液來捕集二氧化碳，其比熱容在3-4J/( kg·K )（焦耳每千克開爾文） 之間，主要是因大部分的成分是水。較高的熱容量會增加溶劑再生步驟中所需的能量懲罰（energy penalty）。
在CCS成本中，捕集所需的約佔三分之二，而成為部署CCS設施的限制條件。由於運輸和儲存在CCS中屬於相當成熟的步驟，因此將捕集程序優化可顯著提高CCS的可行性。
另一種方法是化學循環燃燒（CLC）。 使用金屬氧化物作為固體氧載體。金屬氧化物顆粒在流化床燃燒器中與固體、液體或氣體燃料反應，產生固體金屬顆粒以及二氧化碳和水蒸氣的混合物。水蒸氣被冷凝，留下純二氧化碳，再做截存。固體金屬顆粒循環到另一個流化床，在那裡與空氣反應，產生熱量並再生為金屬氧化物顆粒，然後返回燃燒器。化學循環的一種變體是鈣循環，它使用氧化鈣作載體，做碳酸化和煅燒間的反覆循環。
在2019年所做的一項研究，把兩種生產電力方法的能源投資回報 (EROEI) 做估計，並把運營和基礎設施使用能源成本列入考慮，發現採用CCS的工廠效率比不上可再生電力的生產效率。可再生電力生產包括太陽能和風能，具有充足的儲能設施，以及可調度的電力輸送。因此可擴充的可再生電力加上儲存設施的快速擴張將比採用化石燃料加上CCS會有更好的效益。但該研究沒把這兩種選項是否可並行實施列入考慮。
在吸附增強水煤氣變換 (SEWGS) 技術中，使用固體吸附的燃燒前碳捕集過程與水煤氣變換反應(WGS) 結合，以產生高壓氫氣流。這種技術產生的二氧化碳流可被儲存，或是用於其他工業過程。

### 壓縮
二氧化碳經捕集後，通常會先壓縮成超臨界流體。經壓縮過的二氧化碳便於運輸。壓縮是在捕集所在地完成。壓縮過程需要用到自有能源。壓縮與捕集階段一樣，是通過增加寄生負載來達成。二氧化碳壓縮是種能源密集型過程，涉及使用複雜多階段壓縮機和電動冷卻過程。

### 運輸
大量的高壓二氧化碳會透過管道輸送。
例如美國在2008年使用大約5,800公里的二氧化碳管道，挪威使用一條160公里長的管道將二氧化碳輸送到石油生產地點，然後注入舊油田，加壓以泵出石油。這種採油法稱為提高原油採收率法。目前也在開發試點計劃，測試在非產油的地質結構中長期儲存之用。英國議會科學技術辦公室將管道視為英國的主要運輸二氧化碳方式。
在2021年，Navigator CO2 Ventures和Summit Carbon Solutions兩家公司計劃在美國中西部興建從北達科他州到伊利諾伊州的管道，把乙醇生產廠所產出的液化二氧化碳注入位於伊利諾伊州的多孔岩石中儲存。

#### 運輸過程中洩漏
傳輸管道有洩漏或是破裂的可能。可在管道上安裝遠程控制閥門，以限制某一段管道的釋放量。例如一段被切斷，長達8公里，口徑為19英寸的管道可在大約3-4分鐘內釋放出1,300噸的二氧化碳。

### 封存（儲存）
人們已經設想出多種永久儲存二氧化碳的方法。包括於深層地質結構（包括鹽層和廢棄氣田）中的氣體儲存，以及將二氧化碳與金屬氧化物反應，產生穩定碳酸鹽的固體儲存。對於候選地點，需要預先評估的三大因素是封存容量、封存效率和注入效力。 所謂地質封存，涉及的是把二氧化碳（通常以超臨界流體形式）注入深層地質結構中，包括油田、天然氣田、鹽層、無法開採的煤層和充滿鹵水的玄武岩層。在分子水平上，二氧化碳的分子被證明會影響到注入地層的機械特性。物理（例如，高度不滲透的蓋層）和地球化學捕集機制可防止二氧化碳逸出到地表。
無法開採的煤層可作為儲存二氧化碳之用，二氧化碳分子會附著在煤碳表面。如此做的技術可行性取決於煤層的滲透性。在吸收過程中，煤碳會釋放出先前吸收的甲烷，因此可採收甲烷（提高煤層甲烷回收率法）。甲烷收入可抵消一部分作業成本，但甲烷是種強大的溫室氣體，在採收的過程中要避免其洩漏進入大氣。
鹽層含有礦化鹵水，目前尚未能對人類產生益處。在少數情況下，鹵水含水層會偶爾被用來儲存化學廢棄物。鹵水含水層的主要優點是其龐大的儲存能力，且普遍存在，但主要缺點是人們對其知之甚少。為讓儲存成本保持在可接受的範圍內，地球物理勘探可能會受限，而導致對含水層結構存有更多的未知。儲存在此處與儲存在油田或煤層的不同，無法產生副產品以抵消儲存成本。如結構封存、殘餘封存、溶解度封存和礦物封存等機制可將二氧化碳固定在地下，並降低洩漏風險。 

#### 提高原油採收率
偶爾會有把二氧化碳注入油田作為提高石油採收率的技術，雖然因此燃燒開採出的時候會產生溫室氣體排放，但因此執行的CCS措施有可能將此部分抵銷。
幾十年以來，會利用注入二氧化碳進入深層地質結構中，以提高石油/天然氣採收率，但這種做法會因燃燒天然氣或石油時產生更多溫室氣體排放，而受到批評。

#### 長期封存
IPCC估計管理得當的儲存地點，其洩漏風險與當前採收碳氫化合物活動相關的風險相當。IPCC建議對可能發生的洩漏量設下限度。然而由於缺乏經驗，這種建議存在爭議。二氧化碳可被困住達數百萬年的時間，雖然有發生一些洩漏的機率，但適當的封存地點可保留99%以上的二氧化碳，期間超過1,000年。
以礦物形式的儲存被認為無任何洩漏風險。
在挪威的斯萊普納氣田是全球歷時最久的工業級封存項目。在運行十年後所進行的環境評估，結論是透過地質封存是永久性封存方法中最明確的形式：
現有的地質信息顯示在烏茲拉沙層（Utsira formation（鹵水儲層）沉積之後，沒再發生重大地殼板塊事件，即表示地質環境構造穩定，適合二氧化碳封存。鹵水溶解度捕集是最長久、最安全的地質儲存形式。
挪威國家石油公司於2009年3月發布一項研究報告，記錄經過10多年的運行後，儲存的二氧化碳在地層中緩慢擴散的情況。
洩漏進入大氣中的氣體可通過大氣氣體監測來檢測，並可通過渦流協方差通量測量而予以量化。</ref>

#### 突發洩漏的風險
注入儲存地點的管道可安裝止回閥，以防止當上游管道損壞時，儲層內二氧化碳會不受控制往外洩漏。
大規模二氧化碳排放會帶來窒息風險。例如發生在當時位於東德的1953年孟真格拉奔鉀鹽礦事故，有數千噸二氧化碳由礦坑內被釋放，導致幾百米範圍內發生三起死亡事件（一起由碎片殘骸造成，二起由窒息造成）。另一事故於2008年某週六清晨發生在德國的門興格拉德巴赫，一大型倉庫中的二氧化碳工業滅火系統發生故障，釋放50噸二氧化碳，當時無工人在現場，進場救火的消防人員戴有呼吸器而無恙，但工廠外有幾位消防人員以及14位居民因吸入濃厚二氧化碳而倒地，需要救護。

## 成本
成本是影響是否裝置CCS設施的重要因素。 CCS本身的成本加上任何補助必須低於二氧化碳排放產生的成本才能被認為具有經濟價值。
CCS技術預計將會耗用發電廠所產生電力的10%至40%。.CCS所耗用的能源稱為能源懲罰。據估計，約60%的懲罰由捕集過程耗用，30%由壓縮二氧化碳耗用，其餘10%由泵和風扇耗用。CCS會讓採用的工廠增加約15%的燃料需求（天然氣處理廠）。據估計，這種額外燃料的成本以及儲存和其他系統成本將讓採用發電廠的能源成本增加30-60%。
興建CCS項目需要大量資本投入。一個大型CCS示範項目，在整個生命周期內的成本預計為0.5至11億歐元。21世紀初針對燃煤發電廠的CCS試驗在大多數國家（包括中國）均為經濟上不可行，部分原因是隨著2020年油價暴跌，提高原油採收率的收入大幅下降。據估計，要讓工業規模的CCS可行，每噸二氧化碳的碳定價至少要到100歐元的水平，還需加上設置環保關稅。但截至2022年中期，歐盟碳抵銷配額從未升到該價格，歐盟碳邊境調整機制也尚未施行。但一家生產小型CCS裝置的公司聲稱其到2022年進入大規模生產階段時，所需的成本可遠低於前述價格。
根據英國政府在2010年代末所做的估計，預計到2025年的碳捕集（不包括儲存）成本將讓燃氣發電廠的電力成本增加7英鎊/兆瓦時，但大多數由此捕集的二氧化碳需要儲存，因此以天然氣或生物質發電的成本總共會增加50%左右。

### 商業模式
工業碳捕集二氧化碳的可能商業模式包括：
- 由英國政府投資的Low Carbon Contracts Company與低碳發電廠簽訂CfD

差價合約（contract for difference），設定價格（strike price），通常期限為15年，希望藉此吸引業者加入投資
- 成本加成合約書（Cost Plus open book）[88]
- 監管資產基礎 (RAB，此模式允許開發商在政府監管下從公用費率抽取營收，因此於興建過程就可先得到資金支援，而降低資金的需求)[89]
- CCS交易稅收抵免
- 可交易CCS證書+義務（英國）[90]
- 打造低碳市場

各國政府為CCS示範項目提供各種資金，包括稅收抵免、撥款和贈款。

#### 清潔發展機制
有項透過國際機構支持CCS的方案 - 通過《京都議定書》的清潔發展機制。在2010年聯合國氣候變化大會（COP16）過程中，附屬科學技術諮詢機構（Subsidiary Body for Scientific and Technological Advice）第三十三屆會議發布一份文件草案，建議將CCS納入清潔發展機制項目活動的地質構造章節中。之後在南非德班舉行的2011年聯合國氣候變化大會（COP17）時達成最終協議，CCS納入清潔發展機制，因而得到支持。

## 環境影響

### 鹼性溶劑
二氧化碳可在低溫下於吸收裝置中用鹼性溶劑捕集，並在較高溫度下由脫附裝置中釋放。通過與任何煙道氣中存在的二氧化氮發生反應而會釋放揮發性亞硝胺和硝醯胺，這兩種物質有致癌的作用。蒸氣壓很小或沒有的情況就可避免這類排放。通常煙道氣脫硫設備可將其中95%的二氧化硫清除。

### 天然氣加工和提高原油採收率
能源經濟與金融分析研究所（Institute for Energy Economics & Financial Analysis）批評一些公司並未報告使用其產品過程中會產生的溫室氣體排放量。（p. 33）天然氣加工中產生的二氧化碳通常在捕集後，用於提高原油/天然氣採收率（EOR）。有人建議在提高採收率時只能使用使用人為二氧化碳，並且只在能產生負排放的情況下才能獲得財政激勵（例如稅收抵免），這類財政激勵通常只會發生在項目的最初幾年。

### 燃氣和燃煤發電廠
全球依賴燃燒化石燃料的發電廠所排放的二氧化碳總量非常巨大，燃煤發電廠煙氣中通常含有10-14%的二氧化碳，而燃氣發電廠的則含有4-5%的二氧化碳。（p. 37）每噸二氧化碳的成本會因容量因子降低而隨之增加（例如尖峰負載發電廠或緊急發電系統使用的機會通常較常規的電廠為少）。（p. 42）
汽電共生發電 (NGCC) 廠的CCS所需的額外能源需求範圍為11%至22%。天然氣開採所需的燃料使用和環境問題（例如甲烷排放）也會相應增加。配備選擇性催化還原法系統來處理燃燒過程中產生的氮氧化物的工廠則需用到大量的氨。
在2020年所做的一項研究，其結論是燃煤發電廠安裝的CCS數量可能只有燃氣發電廠的一半，這類情況主要發生在中國和印度。在2022年所做的一項研究，其結論是在中國的燃煤發電廠裝置CCS的成本會非常高。
對於超臨界高壓蒸氣燃煤（PC）發電廠，CCS的能源需求範圍為24%至40%，而對於整體煤氣化聯合循環（IGCC）系統則為14%至25%。開採煤炭所帶來的燃料使用和環境問題也隨之增加。配備用於控制二氧化硫的煙氣脫硫 (FGD) 系統的工廠需要使用更多的石灰石，而針對燃燒過程中產生氮氧化物的選擇性催化還原法的系統則需要使用更多的氨。截至2022年，位於加拿大的邊界大壩發電廠是世界唯一採用燃燒後捕集二氧化碳設施的燃煤發電廠。（p. 42）

## 監控
監控可在洩漏發生時立即發現，並且發出警告，而讓外洩數量能控制在最小的程度。監測的工作可在地表以及地下進行。

### 地下監測
地下監測可直接和/或間接方式監視儲層的狀態。一種直接方式是透過鑽孔以收集樣本。由於岩石的物理特性，讓鑽探產生高昂的成本。而且僅能提供特定位置的數據。
一種間接方法是把聲波或電磁波向儲層發射，然後將反射回來的資料加以判讀。這種方法可提供更大區域的數據，但有精度較低的缺點。
直接和間接監測兩種都可採間歇或是持續的方式來進行。

#### 人工震波監測
人工震波檢測法是間接檢測方法中的一種。利用震波器在地面產生震波，或是在豎井內使用偏心旋轉器產生震波來達到目的。這些震波會穿過地質層，之後反射回來，再由置於地表或是豎井內傳感器記錄下以供研究。這種監測可識別出二氧化碳氣流的移動路徑。
地質封存地點以人工震波監測的案例有位於北海的斯萊皮諾封存項目、位於美國休斯頓東北部，名為Frio Pilot二氧化碳注入試驗和位於澳大利亞維多利亞州名為CO2CRC Otway的項目。震波監測可確認給定區域內二氧化碳的存在並繪製其橫向分佈圖，但在濃度方面則不敏感。

### 示踪劑
使用不具放射性或是鎘成分的有機化學示踪劑，在CCS項目的注入階段執行，把二氧化碳注入既有的石油或天然氣田，用於EOR、壓力支撐，或是儲存。這種示踪劑與二氧化碳兼容，同時又與二氧化碳，或是地下存在的其他分子截然不同，可作區別。使用具有極高示踪劑檢測能力的方法，在生產井定期取樣，可檢測注入的二氧化碳是否已從注入點轉移到到油氣生產井。因此可用少量的示踪劑即足以監測大規模的地下流動模式。這種方法非常適合監測CCS項目中二氧化碳的狀態和可能的遷移。示踪劑可為CCS項目提供幫助，確定二氧化碳是否確實位於在指定地下所在。這種技術已被用於監測和研究阿爾及利亞、荷蘭和挪威 (白雪號氣井) CCS項目的動態。

### 地表
渦流協方差通量測量是種表面監測技術，可測量地表的二氧化碳通量。它涉及測量二氧化碳濃度及使用風速儀測量垂直風速，而得到二氧化碳垂直通量的數據。渦流協方差塔把植物的光合作用和呼吸等自然碳循環因素等因素排除後，如果發生洩漏情況，會檢測得到。渦流協方差技術的一個例子是在2012年發表報告中提及在美國受控環境下所做的淺層地下水釋放測試。另一種類似的方法是使用容器累積進行現場監測。這些密封容器被定著在地面，入口和出口氣流連接到氣體分析儀。同時也測量垂直通量。如要監控一個大型站點，則需要需放置多個容器，組成網絡。

#### 干涉合成孔徑雷達
干涉合成孔徑雷達（InSAR）監測法為使用人造衛星向地球表面發送信號，信號在地球表面受到反射而折回衛星接收器，衛星藉此可測量該點與衛星間的距離。將二氧化碳注入地質結構的深層會產生高壓，而會影響其上方和下方的地層，讓地表景觀產生微細變動。在儲存二氧化碳的地區，其地表經常會因高壓而發生上升。而人造衛星可透過偵測此類距離而察覺到變動。

## 社會與文化

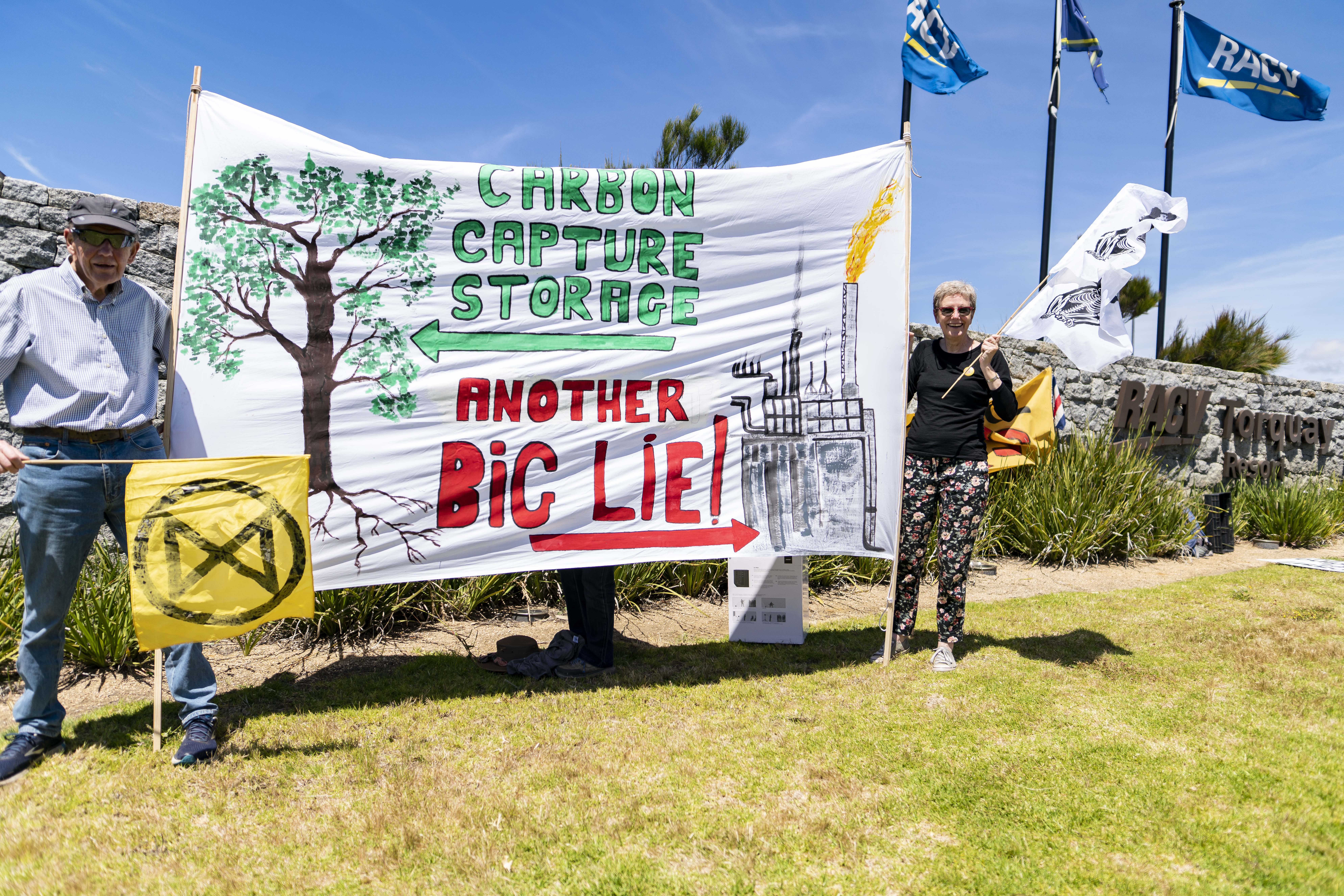
2021年反對CCS的示威活動（由環保團體Otway Climate Emergency Action Network (OCEAN) 發動，反對名為CO2CRC Otway的CCS項目所舉行的座談會），項目設置地點於澳大利亞維多利亞州。

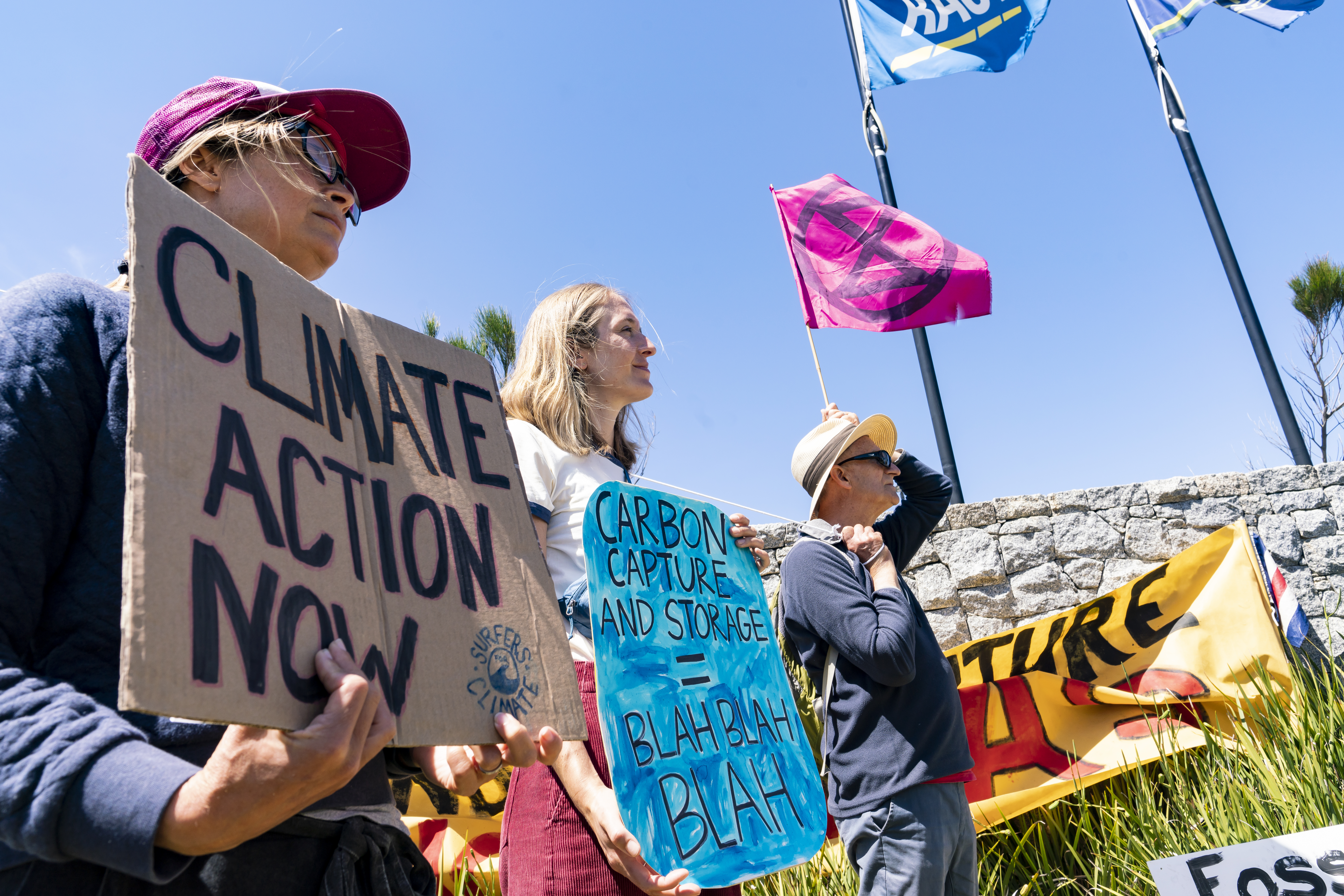
上述抗議示威活動的另一張相片。

### 社會認可度
多項研究指出在風險和收益的感知是產生社會接受度最重要的因素。
風險認知主要是與擔憂安全問題有關，包括運作帶來的危害以及二氧化碳洩漏的可能性，這可能會危及位於設施附近的社區、商品和環境。其他感知風險與旅遊業和財產價值有關。對CCS的公眾看法出現在其他有爭議的氣候變化應對的技術中，例如核子動力發電、風能發電和氣候工程學。
已經受到如乾旱等氣候變化影響的人們，往往會更支持CCS。在有CCS設施的當地社區則對經濟因素，包括創造就業機會、旅遊業或相關投資很敏感。
經驗是另一種相關特性。多項實地研究發現的現象是已參與或是習慣於此產業的人們較會接受這種技術。但受到任何工業活動負面影響的社區會給予CCS較少的支持。
公眾中少有人了解CCS。也因此而可能會產生誤解，而造成較低的認可度。目前尚無強有力的證據把對CCS的了解與公眾接受度作聯繫。但有項研究發現，傳達有關監測的信息往往會對態度產生負面影響。相反的，當把CCS與自然界（二氧化碳封存）作比擬時，認可似乎可被加強。
對於CCS項目，非政府組織和研究人員通常比利益相關者和政府能獲得公眾更高的信任。而非政府環保組織對於CCS的意見不一。此外，信任和接受之間的聯繫至多是有間接的關係。但信任會影響對風險和收益的感知。
CCS受到淺層生態學世界觀（與深層生態學有不同的見解）的擁護，提倡尋找解決氣候變化影響的方案，而非解決其成因，或是解決成因後的附加做法。CCS涉及先進技術的使用，且普遍為科技烏托邦主義者所接受。 CCS是一種"末端"解決方案，可減少大氣中的二氧化碳，而不是最大限度減少使用化石燃料。
伊隆·馬斯克於2021年1月21日宣布將捐贈1億美元，作為最佳碳捕集技術的獎勵。

### 政治辯論
自20世紀90年代初《聯合國氣候變遷綱要公約》(UNFCCC)談判開始以來，政治參與者就開始討論CCS，且仍是個非常有分歧意見的問題。
由於二氧化碳需要長期儲存，一些環保組織對洩漏的可能性表達擔憂，並把CCS與儲存核電廠的放射性廢料相提並論。
在2022年IPCC第六次評估報告中，為將全球氣溫升高控制在2°C以下的大多數途徑包括使用二氧化碳移除技術（NET）。而在2023年5月6日發表的第六次評估報告的綜合報告也強調CCS在解決氣候變化影響的重要性。
一些環保活動家和政治家批評CCS是解決氣候危機的錯誤方案。他們提出化石燃料行業在此類技術和遊說以CCS為重點立法中的作用，並認為這將讓此行業經資助和參與植樹活動等來"漂綠"自己，而不需大幅減少碳排放。

#### 碳排放現狀
反對CCS者聲稱這種做法讓產業界得以合法繼續使用化石燃料，違背減排的承諾。
發生在挪威等一些案例顯示CCS和其他碳消除技術獲得關注，因為這類做法可讓業者持續追求石油工業方面的利益。挪威是減排的先驅，並於1991年制定碳稅的機制。

#### 非政府環保組織
各非政府環保組織之中並未普遍同意把CCS作為一種潛在的氣候緩解工具。主要分歧發生在CCS是否可減少二氧化碳排放，或只是繼續使用化石燃料的藉口。
例如綠色和平強烈反對CCS。據該組織稱這類技術將導致世界繼續依賴化石燃料。
另一方面，IPCC在一些設定的情景中運用BECCS以協助達到緩解目標。總部設於挪威的貝羅納基金會採納IPCC的論點，即要在2050年減少二氧化碳排放以避免嚴重後果，CCS是種可用的緩解行動。基金會聲稱使用化石燃料在短期內不可避免，因此CCS是減少二氧化碳排放的最快速的做法。

## CCS項目示例
根據全球CCS研究所（Global CCS Institute）的數據，在2020年當年約有4,000萬噸二氧化碳CCS相關產能在運行，每年有5,000萬噸二氧化碳處理產能在開發中。而世界每年排放約380億噸二氧化碳，,因此推算的是CCS捕獲當年二氧化碳排放量的約千分之一。歐洲的鋼鐵業在CCS做法中佔主導地位，但這個行業也採用其他的脫碳方法。
最著名的CCS失敗案例之一是FutureGen計劃，由美國聯邦政府與煤炭能源生產公司之間的合作夥伴關係，旨在展示"清潔煤炭"，但從未能用煤炭生產所謂的無碳電力。 

## 相關概念

### 碳捕獲與利用（CCU）
本節摘自碳捕集與利用。
碳捕獲與利用（CCU）是捕集二氧化碳，經加工後供進一步使用的過程。碳捕獲與利用可設置在各重要固定式（工業）排放源處，以應對降低溫室氣體排放的挑戰。

### 生物能源與碳捕獲和儲存
本節摘自生物能源與碳捕獲和儲存。
生物能源與碳捕獲和儲存（BECCS）是從生物質中提取能源並且把碳從大氣中捕集以及儲存的做法。BECCS可作為一種"負排放技術（二氧化碳移除技術）"（NET），生物質中的碳來自其生長時的碳固定作用 - 從大氣中提取的溫室氣體（二氧化碳來）完成。當以燃燒、發酵、熱裂解或其他轉化方法利用生物質時，就能取得如電、熱和生物燃料等有用的能量（"生物能源"）。

### 直接由大氣碳捕集與封存（DACCS）
本節摘自直接空氣捕獲。
直接空氣捕獲 (DAC) 是透過化學或物理過程直接從環境空氣中補集二氧化碳。如果捕集的二氧化碳隨後被安全長期封存（稱為直接空氣碳捕集與封存（DACCS）），整個過程將達到移除二氧化碳的目的，成為"負排放技術"（NET）。截至2022年，DAC的做法尚未產生盈利，因為使用這種做法的成本是碳定價的數倍。
直接從環境空氣中捕集二氧化碳（DAC）與碳捕集與封存 (CCS) 形成鮮明對比，後者僅從點源（例如水泥廠或生物能源廠）捕集二氧化碳。DAC在捕集二氧化碳之後，會加以壓縮成為二氧化碳流，用於封存或利用或生產碳中性燃料和用於發電，再進行電轉氣。當環境空氣與化學介質（通常是水性鹼溶劑或吸附劑）接觸時，即可移除二氧化碳。在DAC過程中，化學介質隨後通過應用能量（即熱量）將二氧化碳分離，之後將二氧化碳脫水和壓縮，而化學介質經再生後可再度利用。

## 外部連結
- 维基共享资源上的相關多媒體資源：碳捕集与封存
- DOE Fossil Energy （页面存档备份，存于） Department of Energy programs in CO2 capture and storage
- US Department of Energy （页面存档备份，存于）
- US Gulf coast （页面存档备份，存于）
- Zero Emissions Platform - technical adviser to the EU Commission on the deployment of CCS and CCU （页面存档备份，存于）
- National Assessment of Geologic CO2 Storage Resources: Results United States Geological Survey
- Carbon Capture and Sequestration Technologies Program at MIT （页面存档备份，存于）